# Референдумы во Франции
Референдумы во Франции проводятся со времён Великой французской революции.
Согласно Конституции 1958 года, референдум может быть организован в нескольких ситуациях: голосование по закону, пересмотр конституции или вступление государства в Европейский Союз. В последних двух случаях референдум может быть заменен голосованием на совместном заседании обеих палат Парламента Франции. Согласно указанной конституции или на основании других актов могут быть организованы местные консультации или референдумы, в частности по вопросам, касающимся статуса местного органа власти или акта, входящего в его компетенцию, или по крупным проектам развития государства. Последний раз референдум на национальном уровне проводился в 2005 году.
Во Франции проводятся референдумы двух типов:
- На национальном уровне — законодательный референдум по инициативе Президента Французской Республики по предложению Правительства или Парламента (с 1958 года);
- На местном уровне — местный референдум (с 2003 года).

Конституционный закон от 23 июля 2008 года предусматривает референдум по совместной инициативе (организуемый по инициативе одной пятой членов парламента, поддержанной одной десятой частью зарегистрированных избирателей).

## Определение понятия
Референдум — процедура, посредством которой «общество граждан призвано выразить посредством всенародного голосования своё мнение или свою волю в отношении меры, которую другой орган власти принял или планирует принять», решение принимается только в случае положительного ответа; поэтому референдум требует только двух возможных ответов: да (принятие) или нет (отказ). Во Франции это принятие большинством голосов, абсолютное де-факто. Принятие во внимание пустого голосования, которое, соответственно, подразумевало бы, чтобы оно имело какую-либо полезность, сохраняло «квалифицированное» большинство (требование для принятия, достигающее определённого процента избирателей), в настоящее время невозможно.
Термин «референдум» почти не встречается во французских конституциях до 1958 года. Он заменяется такими оборотами, как «консультация» (consultation) или «обращение к народу» (appel au peuple). Только 3-я статья конституции 1946 года признавала право народа на референдум. Надо отличать резолютивный референдум, имеющий решающий характер, от консультативного, решение которого юридической силы не имеет. Однако судебная практика Государственного совета чётко разграничивает национальные референдумы, посредством которых французский народ осуществляет свой суверенитет (статьи 11-я, 89-я и 88-5), подлежащие единоличному контролю Конституционного совета, от других референдумам.
Методика референдума призвана соответствовать демократическому принципу, заявленному республиканским режимом, установленным Конституцией 1958 года:
- Статья 2-я пункт 5-й — «Её [Республики] принцип — правление народа, народом и для народа».

Использование референдума на национальном уровне ограничивает национальный суверенитет, предусмотренный указанной конституцией, что, следовательно, смешивает здесь процессы прямой  и представительной демократии:
- Статья 3-я пункт 1-й — «Национальный суверенитет принадлежит народу, который осуществляет его через своих представителей и путем референдума».

Однако ограничительные методы проведения различных референдумов и консультаций, предусмотренные действующей конституцией, делают это во Франции, как и во многих странах, процессом полупрямой демократии.

## История референдумов во Франции

### Референдумы в революционной Франции
Первыми во Франции о референдумах заговорили Жером Петион де Вильнёв, будущий мэр Парижа (1791—1792), и Жан-Батист Салль, депутат Генеральных штатов, Учредительного собрания и Конвента, во время дискуссий о королевском вето в 1789 году; в частности, Петион де Вильнев призывал к тому, чтобы «санкционирование законов было доверено народу».
Жирондистский проект конституции 1793 года уже предусматривал народную цензуру парламентских актов. В конечном итоге это не было принято. Но уже в том же году состоялся первый в истории Франции референдум для ратификации якобинской Конституции I года, которая была принята Национальным конвентом Первой французской республики 24 июня того же 1793 года. Эта конституция, вдохновлённая сочинениями Жан-Жака Руссо, предусматривала что закон принимается если одна десятая часть первичных собраний в половине от общего числа департаментов плюс один не опротестует принятый законодательным собранием законопроект; в противном случае проводились первичные собрания, на которых народ мог только вотировать «да» или «нет» (ст. 58—60). Ходили даже разговоры о «народном вето». В конституционных вопросах избиратели также имели право инициативы, если десятая часть первичных собраний приняла решение о пересмотре на национальном уровне. Сама конституция была принята референдумом в июле—августе 1793 года, хотя можно было высказать оговорки по поводу демократического характера последней.

### Референдумы во Французской империи

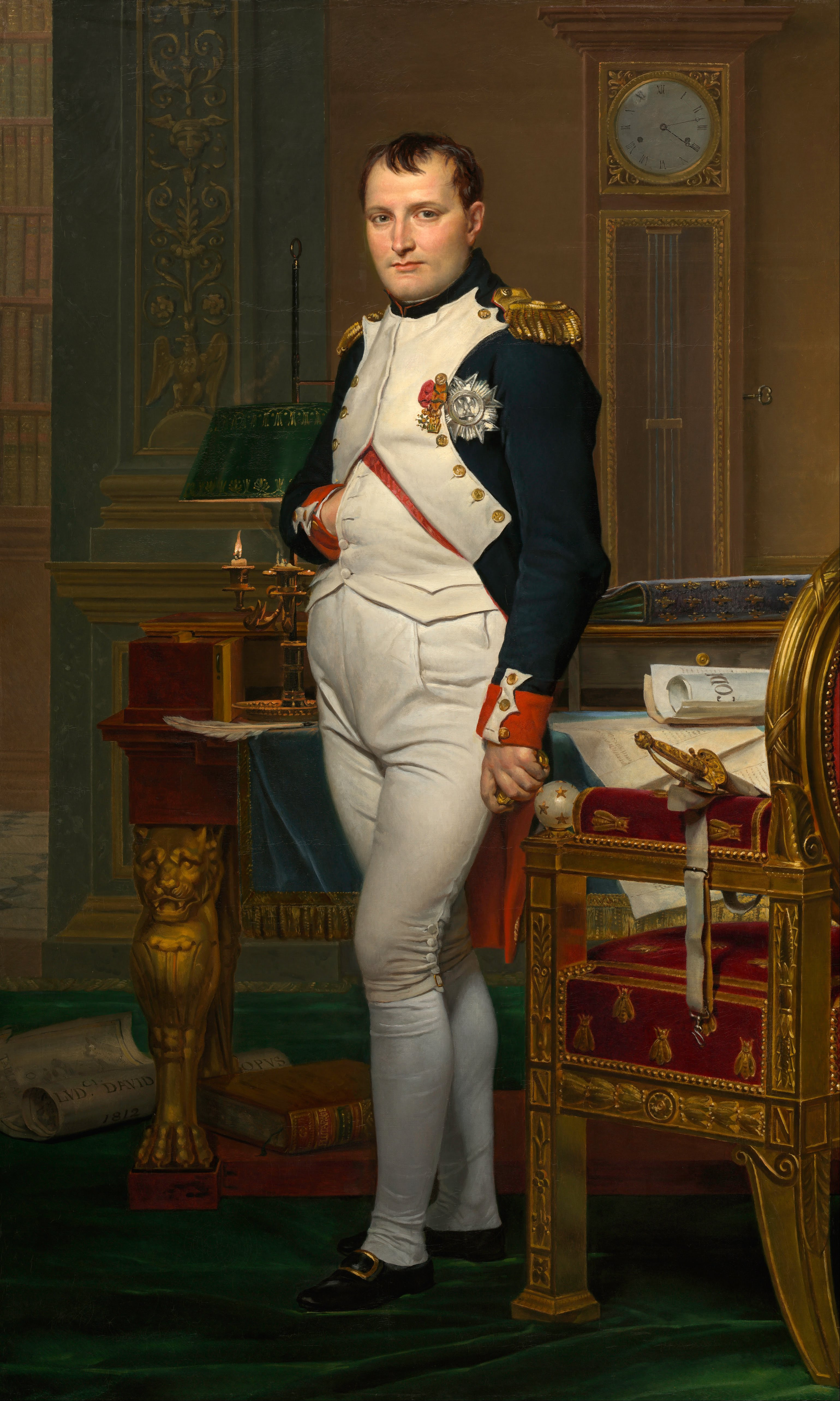
Наполеон I и его племянник Наполеон III преуспели в использовании плебисцитов.

Впоследствии правящие элиты перестанут доверять народу: идеи Сьейеса в пользу национального суверенитета и представительной демократии возобладали над народным суверенитетом и прямым участием народа вне выборов. Однако Наполеон I, а позднее его племянник Наполеон III, неоднократно напрямую обращались к народу, активно используя плебисциты для укрепления и расширения своей личной власти в ущерб демократии, тем самым на длительный период дискредитировав идею референдумов. Именно плебисциты стали инструментом прихода к власти Бонапарта, который при их помощи получил консулат в 1800 году после совершённого им государственного переворота 18 брюмера, позднее продлив срок полномочий как первого консула с десятилетнего до пожизненного, а затем установив Империю, и наконец, закрепив в 1815 году своё возвращение к власти. Точно так же использовал плебисциты и Наполеон III, который в 1851 году увеличил свой президентский срок с четырёх до десяти лет, тем самым утвердив свой государственный переворот 1851 года, через год добился ратификации новой конституции, тем самым восстановив Империю, а накануне войны 1870 года смог достичь одобрения сохранения монархии.

### Референдумы в III Республике
Неудивительно, что при Третьей республике референдум считался инструментом деспотизма, а конституция Четвёртой республики практически его игнорирует, допуская его гипотетическое использование лишь при пересмотре конституции в случае если большинство в две трети не поддержит пересмотр (статья 90). Однако в начале Третьей республики в пользу практики референдумов сформировалось одновременно движение левых и правых. Слева референдумы поддержали, например, социалисты Эдуар Вайян и Жан Аллеман, которые расширили идеи Руссо 1793 года, защищая то, что они называли «прямым законодательством». На правом фланге плебисцитное движение, некогда объединённое буланжизмом, защищало «обращение к народу», то есть прямое народное одобрение законов, например, Поль Дерулед выступал за замену парламентской республики плебисцитарной. 29 ноября 1895 года бывший буланжист Андре Кастелен, выступая от имени небольшой националистической группы в Палате депутатов, озаботился тем, чтобы отличить свою республиканскую концепцию референдума от бонапартистской практики плебисцита, которую защищал на той же сессии Кунео д’Орнано, но это различие не убеждает парламентариев. Дискредитация процедуры референдума скорее усиливается буланжистским кризисом — хотя именно генерал Буланже первым употребил слово «референдум»; до этого в основном использовали термин «плебисцит».
Неприятие референдумов республиканцами связано с тем, что травма, полученная в результате имперской практики, всё ещё была жива, а доктринальные дебаты ещё не утихли. Во время установления Третьей республики юрист и публицист Эдуар Лабулэ защищал идею референдумов практически в одиночку, а вся доктрина скорее считалась несовместимой с парламентским режимом, пока юрист Карре де Мальберг не поддержал блестяще противоположную позицию в 1931 году. Но большая часть политического класса до конца сохраняла подозрения к прямому участию граждан в законотворчестве.
Муниципальные референдумы, в отличие от национальных, нашли более многочисленных защитников. Ещё в конце 1880-х годов муниципалитеты организовывали референдумы по вопросам местного значения. Первый подобный случай произошёл в Клюни в 1888 году. Городские власти хотели разместить в городе пехотный батальон, но строительство казарм потребовало заимствований, что противоречило предыдущему предвыборному обязательству муниципального совета: тогда избирателям было предложено сделать выбор. Это побудило другие муниципалитеты пойти по пути, который оказался быстрым и простым способом решения деликатных проблем управления. Столкнувшись с этим явлением, министр внутренних дел посредством «конфиденциального циркуляра» призвал префектов объявить недействительными муниципальные акты, основанные на референдуме. Несмотря на это муниципальные референдумы по прежнему по прежнему проводились, хотя их рост замедлился. В то же время политический референдум продолжал оставаться предметом сильного сопротивления среди республиканцев, а затем постепенно и среди левых.

### Референдумы в IV и V Республиках

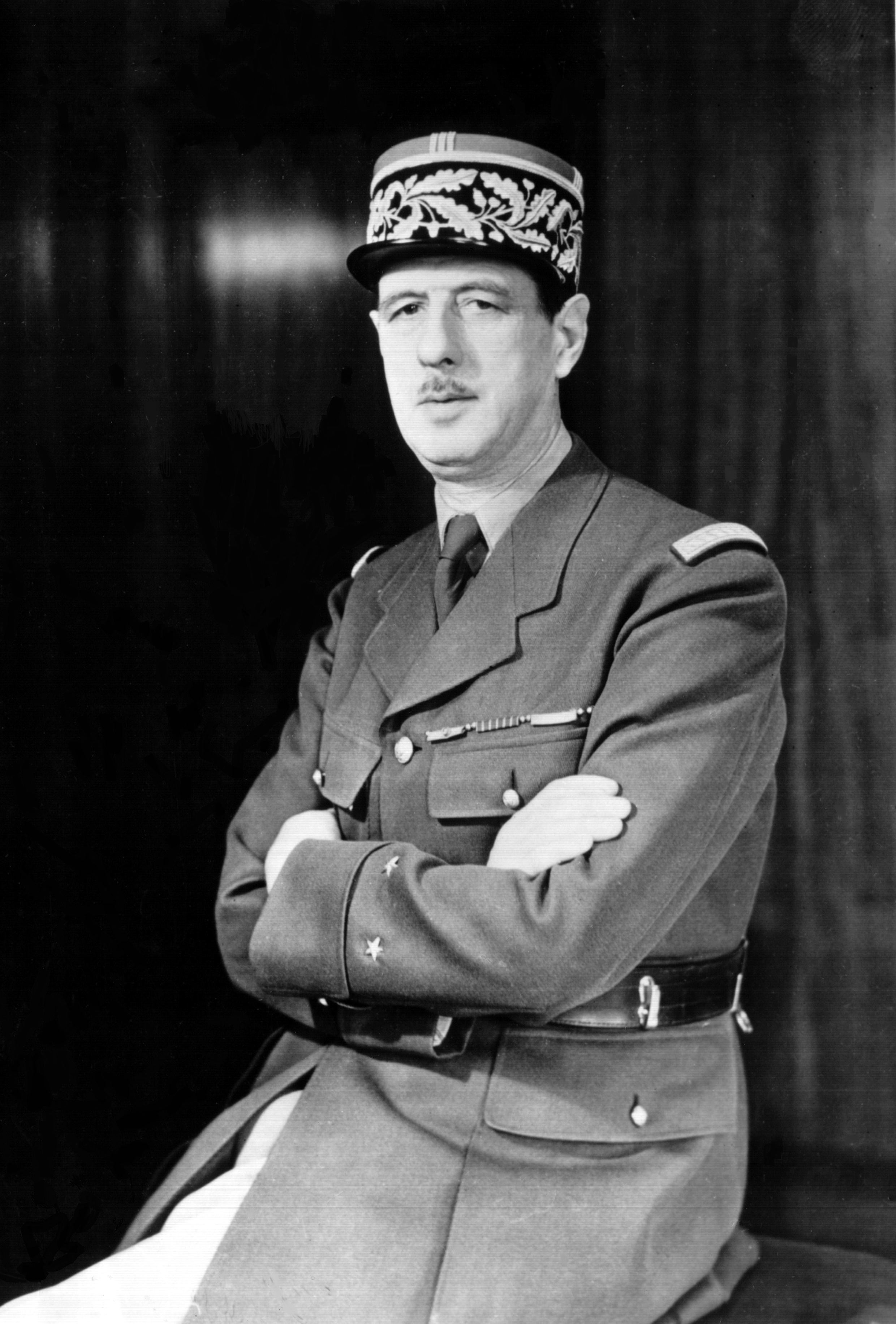
Генерал де Голль использовал референдумы чтобы покончить с III и IV Республиками и ограничить представительную демократию во времена Пятой республики.

Французский конституционный референдум 1945 года, проведённый генералом де Голлем чтобы отменить Конституцию 1875 годау, положил конец Третьей республики и установил в стране временный режим. Этот плебисцит стал первым во Франции после 75-летнего перерыва (предыдущий прошёлл в 1870 году ещё при Наполеоне III). В следующем 1946 году французам дважды, в мае и октябре, пришлось голосовать за новую конституцию, из которой родилась Четвёртая республика. Но референдум ещё не был в политических обычаях. В Учредительном собрании звучали предложения включить в Конституцию возможность проведения конституционных и законодательных референдумов, однако собрание решило использовать референдумы только для пересмотра Конституции, оставив «законодательную монополию» в руках парламента. Только после возвращения генерала де Голля к власти в 1958 году он был стал одним из главных нововведений новой конституции, принятой в сентябре того же года почти двумя третями голосов избирателей.
В то же время во Франции имелась сильная оппозиция референдумам со стороны противников Пятой республики, которые видят в них инструмент установления авторитарного режима. В частности, критику вызывала практика применения де Голлем статьи 11-й, которую некоторые считали неконституционной, в 1962 и 1969 годах, что вызвало оживлённую дискуссию и создание «Картеля несогласных», коалиции партий, которые выступали против инициированной де Голлем реформы французской конституции, позволяющей избирать президента всеобщим голосованием. Сам де Голль рассматривал референдум как замену роспуска для разрешения возможных разногласий с парламентом, используя их в плебисцитарных целях для «избавления от сопротивления парламентских палат» и как средство укрепления легитимности президентской власти. Первые три референдума де Голль выиграл с заметным преимуществом, но уже на референдуме 1962 года о введении прямых президентских выборов его поддержали только 47 % зарегистрированных избирателей, а референдум 1969 года и вовсе оказался провальным, после чего де Голль ушёл в отставку. Последнее при его президентстве голосование фактически превратилось в плебисцит о доверии генералу.
Поэтому неудивительно, что последующие референдумы показывают, что во Франции процесс по-прежнему отмечен плебисцитным отпечатком, который отчётливо виден в мотивах избирателей, несмотря на то, что, в отличие от де Голля, ни один из его преемников открыто не ставил вопрос о доверии. Это первая причина, объясняющая, почему использование референдума после отставки де Голля выглядело политически случайным, поскольку референдум давал возможность протестному голосованию выразить себя, тем самым нанеся урон легитимности президента (примерами служат голосования в 1992 и 2005 годах). Политолог Лоранс Морель считает, что референдум по президентской инициативе «можно рассматривать как центральный механизм, с помощью которого зарождающаяся Пятая республика достигла поразительного сходства с моделью „плебисцитарной демократии“, изложенной для Германии Максом Вебером в его политических трудах 1917—1919 годов».
Кроме того, помимо этого квазикультурного аспекта, референдумы иногда вызывают лишь незначительный интерес избирателей, что, даже в отсутствие требования кворума, уменьшает влияние его результата (как в 1972 году, считавшегося провалом для Помпиду, который сожалел об операции, и особенно в 1988 году).
Президент Миттеран, который провёл референдум после 16-летнего перерыва, потерпел неудачу в своей попытке расширить сферу его применения и не последовал предложениям Комиссии Веделя 1993 года, которые он сам инициировал после неоднозначного успеха референдума 1992 года.
Президент Ширак в 1995 году расширил сферу действия статьи 11-й. Прежде чем стать жертвой этой статьи в 2005 году, он заявил о желании возобновить референдумы, что и сделал дважды, в том числе впервые по конституционным вопросам, в соответствии с процедурой, предусмотренной статьями 89-я и 2-я, в 2000 году. В соответствии с его мандатом, после пересмотра конституции в 1995 году, в том числе по вопросам референдума, были проведены ещё две реформы, направленные на расширение сферы применения референдумов: в 2003 году были учреждены местные референдумы (в частности, статья 72-1); в 2005 году введён референдум для ратификации присоединения к Европейскому Союзу любой новой страны (статья 88-5).

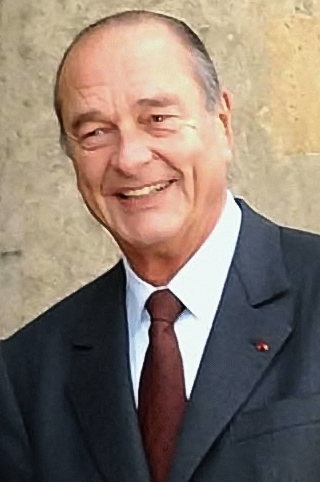
Президент Ширак, как и подобает настоящему «голлисту», был сторонником референдумов, в итоге, как и де Голль, потерпев неудачу.

Президент Саркози довольно сдержанно относился к референдумам, в том числе из-за провала референдума о статусе Корсики в 2003 году и не проводил их в течение своего мандата Но именно при нём были внесены некоторые изменения: в статью 88-5 с отменой автоматизма референдума; в статье 11 с дальнейшим расширением её сферы действия и, прежде всего, введением парламентской инициативы, которая может быть поддержана народом. Однако идея проведения референдума по народной инициативе была отложена, точно так же как и идея Комитета Балладюра 2007 года о повышении эффективности конституционного референдума.
27 января 2014 года президент Олланд объявил, что проведёт консультативный референдум по поводу возможного расширения Европейского Союза за счёт Турции (в итоге так и не состоялся), а 11 февраля 2016 года объявил о проведении местного референдума по проекту нового аэропорта в Нотр-Дам-де-Ланд; который вызвал многолетнюю кампанию протеста со стороны экоактивистов. Референдум действительно состоялся при правительстве Мануэля Вальса, но правительство Эдуара Филиппа не приняло его во внимание. Однако именно Филипп объявил в декабре 2018 года дебаты по референдуму по инициативе граждан, что соответствовало одному из требований движения «Жёлтые жилеты» в пользу демократии участия. Президент Макрон в апреле 2019 года выступил в пользу смягчения процедуры референдума по так называемой «совместной инициативе» и за расширение сферы референдума согласно статье 11-й. 28 августа 2019 года законопроекты об институциональной реформе, в том числе, о референдумах были представлены были представлены Совете министров, в апреле 2023 года Макрон объявил, что «выносит на рассмотрение председателей парламента несколько вопросов», в том числе, о референдуме по совместной инициативе, в октябре того же года он «подтвердил, что хочет расширить рамки референдума и „упростить“ [его] использование».

## Перспективы
Несмотря на критику, которой подвергаются его методы, и несмотря на его недостатки, идея референдумов во Франции сохраняет своих последователей, но с трудом может быть использована, несмотря на многочисленные реформы и проекты.

## Список референдумов
| Год                                       | Тема                                  | Явка (%) | Да         | %     | Нет        | %     | Итог |
| ----------------------------------------- | ------------------------------------- | -------- | ---------- | ----- | ---------- | ----- | ---- |
| Революционная Франция (1789—1799)         |                                       |          |            |       |            |       |      |
| 1793                                      | Конституция I года                    | < 30     | 1 801 918  | 99,41 | 11 610     | 0,59  | Да   |
| 1795                                      | Конституция III года                  | ≈14      | 1 057 390  | 95,48 | 49 978     | 4,52  | Да   |
| Эпоха Наполеона I (1799—1815)             |                                       |          |            |       |            |       |      |
| 1800                                      | Конституция VIII года                 | 46,26    | 3 011 007  | 99,94 | 1562       | 0,06  | Да   |
| 1802                                      | Конституция X года                    | ≈51      | 3 568 885  | 99,77 | 8 374      | 0,23  | Да   |
| 1804                                      | Конституция XII года                  | 47,2     | 3 521 675  | 99,93 | 2 579      | 0,07  | Да   |
| 1815                                      | Дополнительный акт                    | 22,54    | 1 305 206  | 99,67 | 4 206      | 0,33  | Да   |
| Эпоха Наполеона III (1848—1871)           |                                       |          |            |       |            |       |      |
| 1851                                      | Конституция Франции 1848 года         | 81,28    | 7 481 231  | 92,03 | 647 292    | 7,96  | Да   |
| 1852                                      | Конституция Франции 1852 года         | 79,66    | 7 824 189  | 96,86 | 253 145    | 3,13  | Да   |
| 1870                                      | Конституция Франции 1852 года         | 80,81    | 7 350 142  | 82,69 | 1 538 825  | 17,31 | Да   |
| IV Республика (1946—1958)                 |                                       |          |            |       |            |       |      |
| 1945                                      | Выборы Учредительного собрания        | 79,06    | 18 584 746 | 96,37 | 699 136    | 3,63  | Да   |
| 1945                                      | Временный конституционный закон       | 79,06    | 12 794 943 | 66,48 | 8 374      | 0,23  | Да   |
| 1946                                      | Новая конституция                     | 79,63    | 9 454 034  | 47,18 | 10 584 359 | 52,82 | Нет  |
| 1946                                      | Новая конституция                     | 67,62    | 9 297 470  | 53,24 | 8 165 459  | 46,76 | Да   |
| V Республика: эпоха де Голля (1958—1969)  |                                       |          |            |       |            |       |      |
| 1958                                      | Конституция Франции                   | 80,63    | 31 123 483 | 82,60 | 6 556 073  | 17,40 | Да   |
| 1961                                      | Самоопределение Алжира                | 73,75    | 17 447 669 | 74,99 | 5 817 775  | 25,01 | Да   |
| 1962                                      | Эвианские соглашения                  | 75,33    | 17 866 423 | 90,81 | 1 809 074  | 9,19  | Да   |
| 1962                                      | Всеобщие выборы Президента Республики | 76,97    | 13 150 516 | 62,25 | 7 974 538  | 37,75 | Да   |
| 1969                                      | Реформа конституции                   | 80,13    | 10 901 753 | 47,59 | 12 007 102 | 52,41 | Нет  |
| V Республика: после де Голля (1969—н. в.) |                                       |          |            |       |            |       |      |
| 1972                                      | Расширение Европейского сообщества    | 60,24    | 10 847 554 | 68,32 | 5 030 934  | 31,68 | Да   |
| 1988                                      | Самоопределение Новой Каледонии       | 36,89    | 9 896 498  | 79,99 | 2 474 548  | 20,01 | Да   |
| 1992                                      | Договор о Европейском союзе           | 69,69    | 13 162 992 | 51,04 | 12 623 582 | 48,96 | Да   |
| 2000                                      | Реформа конституции                   | 30,19    | 7 407 697  | 73,21 | 2 710 651  | 26,79 | Да   |
| 2005                                      | Конституция Европейского союза        | 69,36    | 12 808 270 | 45,32 | 15 449 508 | 54,68 | Нет  |

1. ↑  Одновременно с референдумом о ратификации Конституции III года состоялся референдум о принятии «Декрета о способах окончить революцию» (т.н. «Декрет о двух третях[фр.]»). За декрет проголосовало 205 498 человек, против — 108 754 при миллионах воздержавшихся (См. Tulard J. Fayard J.-F. Fierro A. Histoire et dictionnaire de la Révolution française. 1789--1799. P., 1987. P. 199.
2. ↑  Эпоха Наполеона III включает себя Вторую Французскую республику (1848—1852) и Вторую Французскую империю (1852—1871).
3. ↑  При Наполеоне III было проведено пять плебисцитов: три национальных и два региональных об аннексии Ниццы и Савойи.

## Локальные референдумы
Помимо национальных во Франции также проводили и локальные (региональные) референдумы. Всего их было 33. Первые состоялись в апреле 1860 года и касались аннексии графства Ниццы («Да» — 99,27 %) и Савойи («Да» — 99,77 %). Следующий состоялся в ноябре 1870 года в Париже и касался полномочий «правительства национальной обороны» («Да» — 90,05 %). Четвёртый по счёту прошёл в октябре 1877 года, на нём абсолютное большинство участников («Да» — 99,71 %) одобрило присоединение шведской колонии Сен-Бартелеми к Франции. После этого более 60 лет локальные референдумы во Франции не проводились, пока не наступили 1940-е годы. Генерал де Голль в своей речи 18 июня 1940 года, произнесённой незадолго до капитуляции Франции, заявил, что война для страны ещё не закончена и призвал французов вступать в движение Сопротивления. В том же году во Французской Полинезии состоялся референдум, участники которого почти единогласно проголосовали в пользу присоединения к «Свободной Франции» де Голля. В декабре 1941 года прошёл референдум на островах Сен-Пьер и Микелон, участники которого почти также единогласно проголосовали за присоединение к «Свободной Франции». В октябре 1947 года состоялся референдум по вопросу аннексии итальянских кантонов Танд и Ла-Бриг. Территории Танд и Ла-Бриг Франция получила в соответствии с положениями Парижского договора, подписанного 10 февраля 1947 года, который вступил в силу 15 сентября следующего года. Однако в связи с тем, что Конституция Четвёртой республики требовала, чтобы не было территориальных приобретений без согласия местного населения, французские власти провели 12 октября референдум, на котором население могло выбирать между Францией и Италией. После этого локальные референдумы вновь длительное время не проводились.
Относительно регулярно локальные референдумы стали проводить уже в Пятой Республике. В основном они касались вопросов статуса территорий Франции. Так, состоялись ряд референдумов о независимости (Алжира в 1962 году, Коморских островов в 1974 году, Майотты в 1976 году (дважды), Французской территории афаров и исса в 1977 году, Новой Каледонии в 1987, 2018, 2020 и 2021 годах) и образовании новых административных единиц (создание заморской территории Уоллис и Футуна в 1959, департаментализация Сен-Пьера и Микелона в 1976, создание единых сообществ Корсики, Гваделупы и Мартиники в 2003 и другие). В июне 2016 года прошёл консультативный референдум по проекту переноса международного аэропорта Нант-Атлантик из Бугне в коммуну Нотр-Дам-де-Ланд. В итоге 55,17 % избирателей коммун Атлантической Луары, принявших участие в голосовании, одобрили проект. Явка составила 51,08 %.